# Stade Omnisports Ivyizigiro
Stade Omnisports Ivyizigiro – stadion piłkarski w Rumonge w Burundi. Na stadionie grają zawodnicy klubu Le Messager FC, grającego w Burundyjskiej Ligue A. Może pomieścić 5418 osób. Został otwarty w 2012 roku. Posiada nawierzchnię trawiastą.